# 以伊戰爭背景
自2025年6月13日爆發的以伊戰爭，其背景可追溯至雙方自1985年起的長期代理人衝突。當中包括國際社會在1980及1990年代對伊朗核計劃的高度關注，伊朗於2015年簽署《聯合全面行動計劃》，以及美國總統當勞·特朗普於2018年單方面退出協議。以色列過去曾與伊朗的代理勢力交戰，包括自1982年黎巴嫩戰爭以來與真主黨的對抗。
2015年，六個國家經談判達成《聯合全面行動計劃》，目的是解除對伊朗的經濟制裁，並迫使其凍結核計劃。但到了2018年，特朗普政府決定退出協議，使協議失效。其後，伊朗重新開始囤積濃縮鈾，而國際原子能總署也因此無法再監察伊朗的核設施。
至2023年加沙戰爭期間，以色列重創哈馬斯，以及在黎巴嫩的另一伊朗代理人真主黨，同時出兵打擊也門的胡塞武裝。外界普遍認為，這一系列軍事行動削弱伊朗的威懾力，並進一步加劇其在地區的孤立狀況。到了2025年6月，以色列總理本雅明·內塔尼亞胡宣佈展開「獅子崛起行動」，打擊目標包括伊朗納坦茲的主要濃縮鈾設施、其核科學家，以及部分彈道導彈研發項目。

## 以伊衝突概況
以色列在伊朗伊斯蘭革命前曾與巴列維王朝維持密切關係，但在王朝被推翻後，由魯霍拉·穆薩維·霍梅尼領導、奉行反西方路線的伊朗伊斯蘭共和國取而代之。自此，伊朗政權多次揚言要清滅以色列。霍梅尼終止與以色列的各項合作，並強烈批評以色列對巴勒斯坦領土的佔領行為。伊朗隨後為拉攏阿拉伯國家支持，對以色列的敵意進一步升級。現任最高領袖阿里·哈梅內伊曾公開形容以色列為「癌腫瘤」，並主張將其從地圖上抹去。而以色列則視伊朗核計劃為國家生存的重大威脅，憂慮伊朗終將發展出核武器。

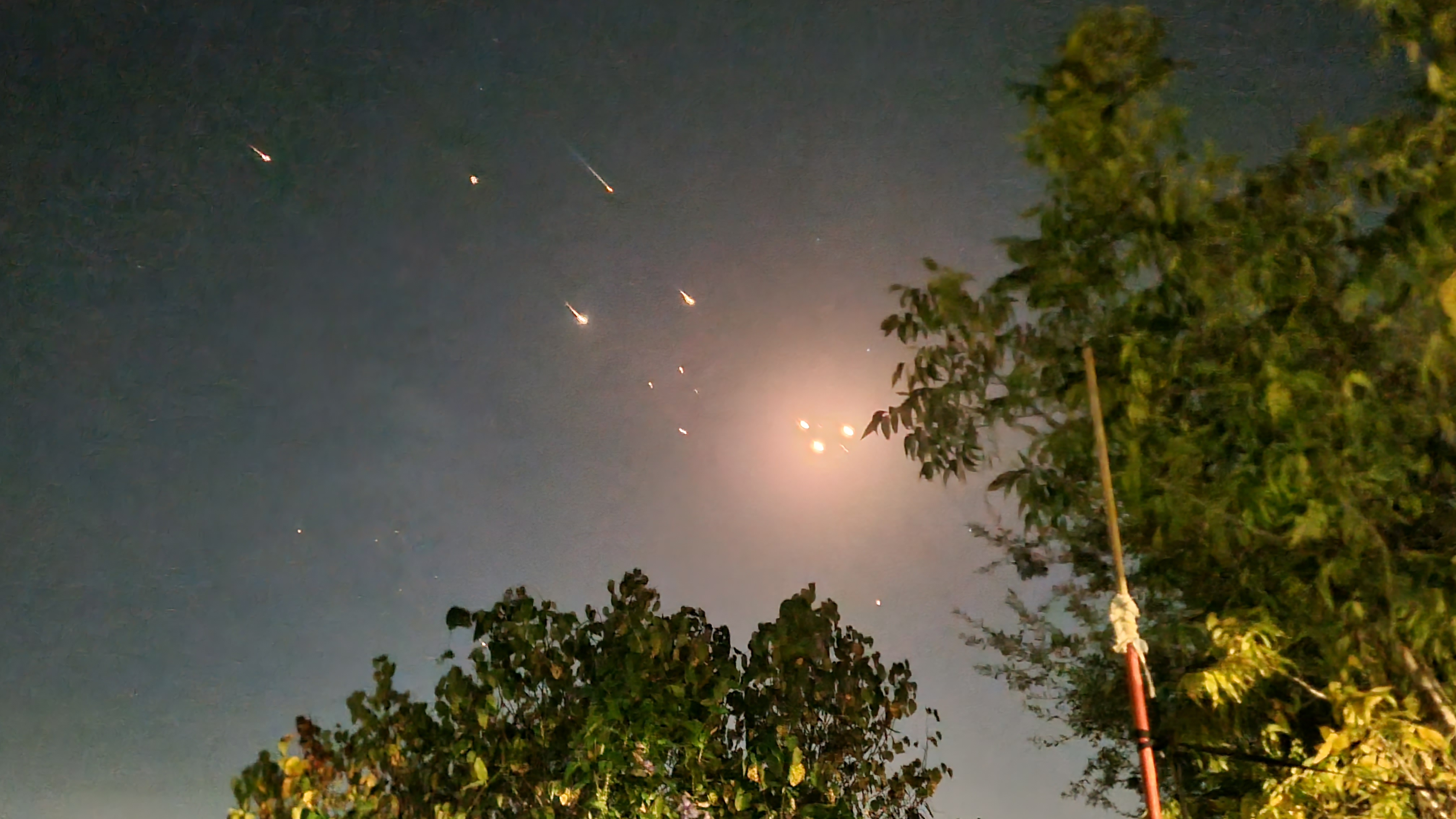
2024年10月伊朗空襲期間以色列的導彈攔截行動

歷經多年代理人衝突後，伊朗與以色列在2024年首次展開直接軍事對抗。2024年4月，以色列空襲伊朗駐敘利亞領事館，導致多名伊朗軍官死亡，伊朗隨即對以色列展開報復打擊，以色列亦再次還擊。同年7月，以色列特工在伊朗首都德黑蘭刺殺哈馬斯領袖伊斯梅爾·哈尼亞，9月又在黎巴嫩暗殺真主黨總書記哈桑·納斯魯拉及伊朗革命衛隊高級指揮官阿巴斯·尼爾福魯尚。至10月，伊朗與以色列之間互相進行導彈襲擊，衝突進一步升級。

## 伊朗核計劃
以色列總理本雅明·內塔尼亞胡曾表示，伊朗核計劃構成嚴重威脅，是以色列決定發動先發制人攻擊的主要原因之一。伊朗方面則一再強調，其核計劃完全基於和平用途，從未有意發展核武。不過，根據美國情報機構評估，伊朗早於1980和1990年代便秘密展開名為「AMAD計劃」的核武項目，但該項目已於2003年被叫停。美方情報認為，目前伊朗並未在製造核武，最高領袖阿里·哈梅內伊亦從未批准重啟相關計劃。
另一方面，以色列至今仍未簽署《核不擴散條約》，國際普遍相信其實際上已擁有核武器。以色列將伊朗核計劃視為一項重大的戰略威脅，並聲言若判斷伊朗的核項目已轉向軍事用途，將保留採取軍事行動的權利。
在2000年代中期，美國與以色列聯手展開名為「奧林匹克行動」的秘密行動，對伊朗核設施進行網絡與技術破壞。此外，自2010年起，數名伊朗核科學家在德黑蘭遭暗殺，普遍被外界指控為以色列所為。

### 伊朗核協議、美國退出與違約問題
2015年，伊朗與美國時任總統巴拉克·奧巴馬、聯合國安理會及德國磋商後簽署《聯合全面行動計劃》，協議旨在限制伊朗核計劃至民用水平。但到了2018年，當時擔任總統的當勞·特朗普決定中止美方參與協議，重啟對伊朗的經濟制裁，儘管國際原子能總署曾確認伊朗當時仍遵守協議內容。作為回應，伊朗提高鈾濃縮濃度。
2020年，美軍暗殺伊朗革命衛隊將領卡西姆·蘇萊曼尼後，伊朗正式宣佈不再受聯合全面行動計劃對濃縮活動的限制約束。至2021年，伊朗已將鈾濃縮至60%純度，已逼近武器級標準。特朗普更曾揚言，若自己遭暗殺，將「徹底摧毀」伊朗。
至2025年3月，美國國家情報總監圖爾西·蓋巴德在國會表示，美方情報部門仍認為伊朗並未建造核武，而最高領袖哈梅內伊亦未授權恢復核武研發計劃。同年4月，特朗普宣佈美伊就伊朗核問題重啟談判。白宮表示，伊朗有兩個月時間達成協議，而限期正好在以色列對伊朗發動空襲的前一天屆滿。2025年5月，國際原子能總署指出，伊朗已儲存409公斤、濃度達60%的濃縮鈾 ，濃度遠高於民用需求，接近軍事使用門檻。作為回應，伊朗宣佈設立第三座濃縮設施，並表示將開放予國際原子能總署監察。伊朗重申不追求核武，最高領袖哈梅內伊亦多次強調，根據伊斯蘭教令已有明確教令禁止發展核武。
2025年6月10日，美國中央司令部司令邁克爾·庫里拉警告稱，伊朗最快可在一週內提煉出25公斤武器級鈾，並在三週內累積足夠的鈾，足以製造最多十枚核彈。但武器專家達里爾·金博與肖恩·羅斯特克指出，這些武器級鈾仍只是「原料」，真正製成可用作武器的「核裝置」仍需時，估計需時「數月至一年甚至更久」。
6月12日，亦即以色列發動空襲前一日，國際原子能總署自20年以來首次裁定伊朗未有遵守核監管義務，理由是伊朗已儲存超過400公斤、濃度達60%的濃縮鈾。國際原子能總署總幹事拉斐爾·馬里亞諾·格羅西其後於6月17日接受CNN訪問時指出，該機構「未掌握任何伊朗正有系統研發核武的證據」。以色列空襲後，伊朗啟動退出《核不擴散條約》的程序。該條約早於1970年已獲伊朗批准。伊朗外交部批評，國際原子能總署對伊朗違約的裁決實際上為以色列攻擊「鋪好道路」。

### 伊朗彈道導彈發展計劃
除核計劃外，以色列亦高度關注伊朗的彈道導彈研發。有報道指，以色列總理內塔尼亞胡認為，伊朗正計劃每月生產多達300枚彈道導彈，並視此為對以色列各大城市的重大威脅。

## 抵抗軸心

所謂「抵抗軸心」，是伊朗在中東地區所主導的聯盟，截至2024年12月，其成員包括也門的胡塞武裝、黎巴嫩的真主黨、加沙地帶的哈馬斯、伊拉克多支什葉派民兵組織，以及已於2024年12月垮台的敘利亞阿薩德政權。

自1982年黎巴嫩戰爭以來，以色列便持續與這些伊朗代理人勢力交火。2023年10月7日，加沙地帶的哈馬斯發動突襲引爆加沙戰爭。戰爭期間，以色列對哈馬斯與黎巴嫩真主黨展開重擊，並同時打擊也門胡塞武裝。外界普遍認為，此舉削弱伊朗的區域威懾力，並進一步令其在外交上陷入孤立。

### 對伊攻擊前的政治氣氛
2025年6月12日，ABC新聞披露以色列正積極考慮對伊朗採取軍事行動。據CBS新聞引述，美方官員接獲通報稱以色列「已完全就緒」。特朗普政府則據稱正研究如何在不親自主導下協助以方行動。翌日，美國駐以色列大使館開始限制外交人員活動。不過，大使邁克·赫卡比表示，未獲特朗普政府首肯的情況下，以色列不太可能單方面行動。據報，在正式行動前，以色列曾向美方表明不會在未先通報情況下發動攻擊。特朗普其後亦坦言，已在襲擊前夕與內塔尼亞胡通話，並預先知悉行動計劃。英國外交部及國防部官員亦掌握以色列將行動的意圖，但是否收到正式通知則未獲證實。據以色列官員透露，以方曾邀請特朗普政府一同參與行動部署。然而，美國內部保守派人士，包括多位特朗普盟友，則對這次行動提出質疑，並警告可能引爆美伊直接衝突。
行動爆發前，以色列政府因加沙出現嚴重飢荒及大量平民死傷，正承受日益沉重的國際壓力。連歐洲的友邦也轉趨批評，歐盟更表示會重新審視與以色列的自由貿易協定。學者普遍認為，這次打擊伊朗有助分散國際社會對以色列在加沙行動的關注。記者奈絲琳·馬利克指出，以色列此舉是要重新拉攏對加沙局勢感到不滿的歐洲國家。同時，無論左派或右翼，以色列社會對抗伊朗的立場罕見一致。就在攻擊前一日，以軍還摧毀加沙的通訊設施，切斷當地與外界的聯繫。

### 「獅子崛起行動」名稱由來
據《耶路撒冷郵報》報導指，以色列將這次對伊朗的軍事行動命名為「獅子崛起行動」（直译：「猶如獅子的國族行動」）。此名稱不僅呼應《民數記》第23章24節的經文：「看哪，這民興起如雄獅，挺身如壯獅」，也暗指伊朗在1979年伊斯蘭革命前的國徽「獅子與太陽」圖案，象徵昔日的王室象徵與榮耀。

## 加沙戰爭
以色列出擊伊朗之際，加沙戰爭正持續升級，並已演變為牽涉多國的地區性危機，包括以色列在黎巴嫩、也門、敘利亞及被佔約旦河西岸的軍事行動。同時，加沙地帶在封鎖之下出現人道危機與飢荒風險，愈來愈多國際學者與人權組織將其描述為一場「種族滅絕」。

## 啟動「獅子崛起行動」
以色列總理內塔尼亞胡宣佈展開「獅子崛起行動」，重點打擊伊朗納坦茲的核心鈾濃縮設施、核子專家，以及其部分彈道導彈計劃。他強調，伊朗的核發展構成對以色列生存的直接威脅，而這次行動亦旨在「保護我們的阿拉伯鄰國」免受伊朗擴張主義危害。他表明，軍事行動將「持續至任務完成為止」。
在發表行動聲明時，內塔尼亞胡指出：「數十年來，德黑蘭政權持續公開叫囂要摧毀以色列，並透過核武計劃實踐這種帶有種族滅絕意味的言論」。他補充說，以色列之所以必須採取先發制人的軍事行動，是因為「如果不阻止，伊朗可能在短時間內完成核武製造——或許一年內，甚至只需幾個月」。行動發動後，內塔尼亞胡再次強調，以色列並非針對伊朗人民，而是針對其政府體制。在戰事發展過程中，他亦緊急召開安全內閣會議以應變局勢。